# Arthur Disbrowe Cotton
Arthur Disbrowe Cotton, OBE (15 janvier 1879 - 27 décembre 1962) est un phytopathologiste, mycologue, phycologue et botaniste britannique.      

## Biographie
AD Cotton est né à Londres et fait ses études à la King's College School et au Royal College of Science, où il obtient un diplôme en botanique en 1901. Il y devient démonstrateur puis va à l'Owens College de Manchester, où il développe un intérêt pour les champignons et entreprend des recherches sur les mycorhizes d'orchidées.
En 1904, il est nommé assistant de George Massee, responsable de la mycologie et des plantes cryptogamiques aux Royal Botanic Gardens de Kew. Cotton reste à Kew jusqu'en 1915, travaillant officiellement sur les algues, mais prenant également le temps de poursuivre son intérêt particulier pour les champignons clavarioïdes.
Pendant ce temps Cotton collabore avec Elinor Francis Vallentin (en). Vallentine fournit à Cotton de nombreux spécimens lui permettant d'entreprendre la première étude approfondie des cryptogames des îles Falkland.
En 1915, il prend la direction d'un laboratoire de pathologie végétale nouvellement créé à Kew (transféré plus tard à la station expérimentale de Rothamsted) et en 1920 devient mycologue au Board of Agriculture. En 1922, il retourne à Kew pour devenir gardien de l'herbier, poste qu'il conserve jusqu'à sa retraite en 1946.
AD Cotton est président de la British Mycological Society en 1913 et président de la Linnean Society of London entre 1943 et 1946. Il reçoit un OBE pour les services de phytopathologie en 1934,,.
Au cours de sa carrière, il publie un certain nombre d'articles sur la pathologie végétale, les champignons et les algues, ainsi que co-auteur des sept premières parties du supplément à la monographie d'Elwes du genre Lilium. Il a également décrit plusieurs nouveaux taxons de champignons et d'algues. Le genre d'algue marine Cottoniella Boergesen et l'espèce Fucus cottonii MJ Wynne & Magne portent son nom.
Il épouse la botaniste Enid Mary, fille de John Charles Jesson, en 1913. Ils ont un fils et une fille.

## Publications
- Cotton, A.D. (1906). Marine algae from Corea. Kew bulletin of miscellaneous information 1906: 366-373
- Cotton, A.D. (1907). Marine algae from the Chatham Islands. Kew bulletin of miscellaneous information 1907: 37-43.
- Cotton, A.D. (1907). Notes on British Clavariae. Transactions of the British Mycological Society 2: 163-166
- Cotton, A.D. (1909). Notes on marine pyrenomycetes. Transactions of the British Mycological Society 3: 92-99, 1 plate.
- Cotton, A.D. (1912). Clare Island Survey. Marine algae. Proceedings of the Royal Irish Academy 31B(15): 1-178, 11 tables.
- Cotton, A.D. (1914). Some suggestions as to the study and critical revision of certain genera of the Agaricaceae. Trans. Brit. Mycol. Soc. 4: 224-235
- Cotton, A.D. (1915). Cryptogams from the Falkland Islands collected by Mrs Vallentin. Journal of the Linnean Society Botany 43: 137-231, tabs 4-10
- Cotton, A.D. & Wakefield, E.M. (1919). A revision of the British Clavariae. Transactions of the British Mycological Society 6: 164-198
- Grove, A. & Cotton, A.D. (1933–40) Supplement to Elwes' Monograph of the genus Lilium, Parts 1-7. London
- Cotton, A.D. (1936). Marine algae. Proceedings of the Linnean Society of London 148: 45-49.